# Niça la bèla
Niça la bèla (en grafia clàssica. En grafia original, Nissa la bella), en català Niça la bella, és l'himne no oficial de la ciutat occitana de Niça. La cançó, composta per Menica Rondelly el 1903 amb el títol A la mieu bella Nissa (A la meva bella Niça) està escrita en occità niçard. El 1906 el títol va ser canviat per l'actual.

## Cançó
| Niça la bèla | Niça la bèla |
| grafia clàssica | grafia original |
| --- | --- |
| Viva, viva, Niça la Bèla Ò la mieu bèla Niça Regina de li flors Li tieus vielhi teulissas Ieu canterai totjorn. Canterai li montanhas Lu tieus tant rics decòrs Li tieus verdi campanhas Lo tieu gran soleu d'òr [d'aur] Tornada Totjorn ieu canterai Sota li tieus tonèlas La tieu mar d'azur Lo tieu cièl [cèu] pur E totjorn griderai En la mieu ritornèla Viva, viva, Niça la Bèla Canti la capelina La ròsa e lo lillà Lo Pòrt e la Marina Palhon, Mascoinà ! Canti la sofieta Dont naisson li cançons Lo fus, la colonheta, La mieu bèla Nanon. Canti li nòstri glòrias L'antic e bèu calen Dau donjon li victòrias L'odor dau tieu primtemps! Canti lo vielh Sincaire Lo tieu blanc drapèu Pi lo brèç de ma maire Dau monde, lo plus bèu | Viva, viva, Nissa la Bella O la miéu bella Nissa Regina de li flou Li tiéu viehi taulissa Iéu canterai toujou. Canterai li mountagna Lu tiéu tant ric decor Li tiéu verdi campagna Lou tiéu gran soulèu d'or Tornada Toujou iéu canterai Souta li tiéu tounella La tiéu mar d'azur Lou tiéu cièl pur E toujou griderai en la miéu ritournella Viva, viva, Nissa la Bella Canti la capelina La rosa e lou lilà Lou Pouòrt e la Marina Paioun, Mascouinà ! Canti la soufieta Doun naisson li cansoun Lou fus, la coulougneta, La miéu bella Nanoun. Canti li nouòstri gloria L'antic e bèu calèn Dòu doungioun li vitoria L'oudou dòu tiéu printemp ! Canti lou vielh Sincaire Lou tiéu blanc drapèu Pi lou brès de ma maire Dòu mounde lou plus bèu |